# Бриджвотер (Південна Дакота)
Бриджвотер (англ. Bridgewater) — місто (англ. city) в США, в окрузі Маккук штату Південна Дакота. Населення — 511 особа (2020).

## Географія
Бриджвотер розташований за координатами 43°33′1″ пн. ш. 97°29′54″ зх. д. / 43.55028° пн. ш. 97.49833° зх. д. (43.550210, -97.498384).  За даними Бюро перепису населення США в 2010 році місто мало площу 2,91 км², уся площа — суходіл.

## Демографія
Згідно з переписом 2010 року, у місті мешкали 492 особи в 204 домогосподарствах у складі 133 родин. Густота населення становила 169 осіб/км².  Було 254 помешкання (87/км²).
Расовий склад населення:
| - 98,4 % — білих - 0,6 % — азіатів - 0,4 % — корінних американців |

До двох чи більше рас належало 0,2 %. Частка іспаномовних становила 2,0 % від усіх жителів.
За віковим діапазоном населення розподілялося таким чином: 23,8 % — особи молодші 18 років, 47,1 % — особи у віці 18—64 років, 29,1 % — особи у віці 65 років та старші. Медіана віку мешканця становила 48,4 року. На 100 осіб жіночої статі у місті припадало 82,9 чоловіків;  на 100 жінок у віці від 18 років та старших — 77,7 чоловіків також старших 18 років.
Середній дохід на одне домашнє господарство  становив 46 459 доларів США (медіана — 44 821), а середній дохід на одну сім'ю — 53 897 доларів (медіана — 53 333). Медіана доходів становила 36 786 доларів для чоловіків та 24 583 долари для жінок. За межею бідності перебувало 15,2 % осіб, у тому числі 18,0 % дітей у віці до 18 років та 17,9 % осіб у віці 65 років та старших.
Цивільне працевлаштоване населення становило 251 особа. Основні галузі зайнятості: освіта, охорона здоров'я та соціальна допомога — 23,9 %, роздрібна торгівля — 14,3 %, фінанси, страхування та нерухомість — 13,5 %.